# Kedma
Kedma är en italiensk-israelisk-fransk film från 2002.

## Handling
Maj 1948, kort före bildandet av staten Israel, hundratals immigranter från hela Europa anländer till Brittiska Palestinamandatet, och riskerar att bli arresterade av brittiska trupper.

## Rollista (i urval)
- Andrei Kashkar - Yanush
- Helena Yaralova - Rossa
- Yussuf Abu-Warda - The Arab Man
- Moni Moshonov - Klibanov
- Juliano Mer - Moussa
- Sandy Bar - Yardena
- Tomer Russo - Milek
- Liron Levo - Gideon